# Лоза (Лозинское сельское поселение)
Лоза — село в Игринском районе Удмуртии. Административный центр Лозинского сельского поселения.

## География
Располагается на реке Лоза, в 19 км южнее Игры и 34,9 км на север от Ижевска. Граничит на юге с Якшур-Бодьинским районом, на востоке- с муниципальным образованием «Чутырское», на северо-востоке- с муниципальным поселением «Кушьинское», на севере- с муниципальным поселением «Комсомольское», на западе- с муниципальным образованием «Ново – Зятцинское». 

## История

### Основание
В 1942 году, в тяжёлые военные годы, из ближайших колхозов, сёл и деревень были собраны женщины, старики и подростки для строительства железной дороги Ижевск-Балезино. Все трудились во имя Победы над фашистскими захватчиками. Так появилась станция Лоза. 
9 мая 1963 года посёлок стал центром сельского Совета.

## Население
| 2010 | 2012 |
| ---- | ---- |
| 588  | ↗617 |

## Инфраструктура

### Промышленность
Эти места были богаты ценными породами леса, в изобилии водились звери и дикая птица. Сразу началась промышленная заготовка леса. Так со временем появился Лозинский леспромхоз. Одним из руководителей был А.В. Суворов, именем которого позднее названа одна из улиц посёлка. Люди занимались заготовкой и переработкой леса. Для рабочих отстроили дома, магазины, клуб, больницу, баню, пекарню. Построили плотину. С тех времён образовался большой пруд. Дети стали посещать детский сад и школу. Труд по заготовке леса был не из лёгких. Валка производилась вручную, лес вывозили конной тягой. Для ускорения процесса заготовки леса была построена узкоколейная дорога. Жизнь Лозинского леспромхоза кипела. Несмотря на голодное время люди добивались рекордных успехов. В конце сороковых годов Лозинский леспромхоз стал приостанавливать свою деятельность. Широкое применение механизации, использование бензопил, электропил, трелёвочных тракторов. Транспортировка и вывозка древесины в огромных объёмах привели к тому, что нетронутыми остались леса лишь в труднодоступных местах: в логах, за болотами. Из посёлка уезжали люди на неосвоенные места, во вновь открывающиеся леспромхозы. 
На месте бывшего леспромхоза было принято решение создать производственную базу Лозинского механизированного лесхоза. На основании строительных проектов началось возведение тарного, столярного, токарного и сувенирного цехов, гаража, котельных, чуть позже отстроили цех по выработке древесной щепы и хвойно-витаминной муки. Стали заниматься выпуском бочонков, разделочных досок, посёлок славился Лозинскими матрёшками. Возведён питомник для выращивания хвойных пород деревьев, разбит фруктовый сад, отстроена свиноферма. На территории мехлесхоза располагались три пчелопасеки. В 1991 году мехлесхоз прекратил своё существование. 
Остались как два отдельных предприятия лесничество и предприятие по переработке древесины. Со временем были закрыты лесопитомник, свиноферма и пасеки. Рабочие места сокращались, и молодёжь стала уезжать в города. Сейчас нет уже ни одного производственного предприятия.

### Социальная сфера
Посёлок живет своей спокойной и размеренной жизнью. Работает школа, библиотека, детский сад, почта, фельдшерско-акушерский пункт. Радует своими задорными песнями ансамбль «Сударушка». 

## Галерея

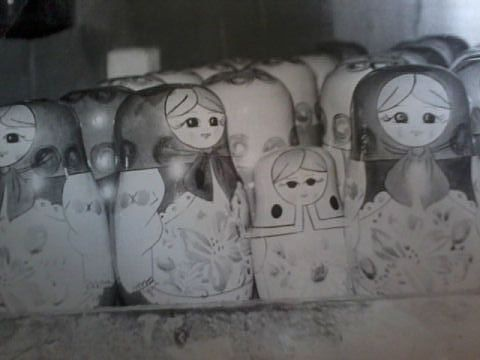
Лозинские матрёшки
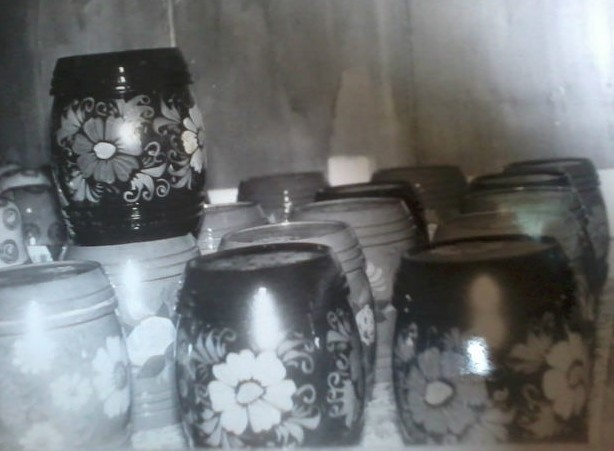
Лозинские бочонки